# Сбробонъю
Сбробонъю — река в России, протекает по Республике Коми. Устье реки находится в 37 км по правому берегу реки Боровая. Длина реки составляет 17 км. Берёт начало от слияния рек Шуйгаю и Кестугъю на высоте 35 м.

## Данные водного реестра
По данным государственного водного реестра России относится к Двинско-Печорскому бассейновому округу, водохозяйственный участок реки — Печора от впадения реки Уса до водомерного поста Усть-Цильма, речной подбассейн реки — Печора ниже впадения Усы. Речной бассейн реки — Печора. Код водного объекта — 03050300112103000075175.